# 1950 en Nouvelle-Écosse
Chronologie de la Nouvelle-Écosse
- 1946
- 1947
- 1948
- 1949
- 1950
- 1951
- 1952
- 1953
- 1954

Cette page concerne des événements survenus en 1950 dans la province canadienne de Nouvelle-Écosse.

## Politique
- Premier ministre : Angus L. Macdonald
- Chef de l'Opposition :
- Lieutenant-gouverneur : John Alexander Douglas McCurdy
- Législature :

## Naissances

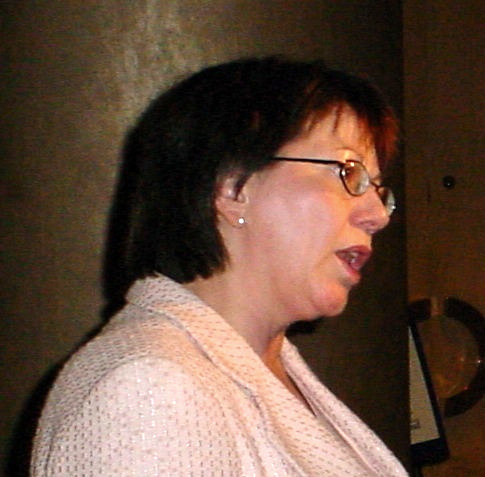
Anne McLellan en 2005.

- 31 août : Anne McLellan (née à Hants County), femme politique canadienne, ancienne vice-première ministre du Canada.

- 20 septembre : Bill William Riley (né à Amherst), joueur professionnel de hockey sur glace canadien[1].